# Campiglossa floccosa
Campiglossa floccosa este o specie de muște din genul Campiglossa, familia Tephritidae. A fost descrisă pentru prima dată de Mary Katherine Curran în anul 1928.
Este endemică în Virgin Is.. Conform Catalogue of Life specia Campiglossa floccosa nu are subspecii cunoscute.